# Досье человека в «Мерседесе»
«Досье человека в „Мерседесе“» — советский художественный фильм (2 серии) режиссёра Георгия Николаенко.

## Сюжет
Фильм основан на реальном событии: переходе в СССР бельгийского разведчика, полковника секретных служб НАТО Иоханеса Ван Энгеланда, работавшего помощником военного атташе в посольстве в Москве. По мотивам этого события Л. Колосовым в 1985 была написана документальная повесть «Он не мог иначе» («Человек и закон» №№9-12, 1985).
Действие происходит в СССР в 1980-е годы. Ингмар Росс — сотрудник посольства и резидент вражеской разведки — ищет способ проникнуть на закрытое оборонное предприятие. Он знакомится со Светланой, сотрудницей поликлиники предприятия. Росс влюбляется в русскую женщину и вынужден раскрыть свою легенду…

## Создание фильма
Сценарий фильма был написан специальным корреспондентом газеты «Известия» Леонидом Колосовым, который долгие годы был офицером Первого главного управления КГБ СССР (внешняя разведка).
Создание фильма полностью курировалось КГБ СССР, представители комитета вмешивались даже в процесс съёмок, рекомендуя режиссёру, как лучше выстроить сюжетную линию.

## В ролях
| Актёр                | Роль                                                                               |
| -------------------- | ---------------------------------------------------------------------------------- |
| Регимантас Адомайтис | Ингмар Росс, сотрудник немецкого посольства, агент иностранной разведки            |
| Людмила Чурсина      | Светлана Фёдоровна Полякова, врач-рентгенолог в закрытой ведомственной поликлинике |
| Алексей Баталов      | Сергей Владимирович Григорьев, сотрудник КГБ                                       |
| Валерий Рыжаков      | Владимир Иванович Корин, сотрудник НПО «Фрегат»                                    |
| Валентина Николаенко | Сандра, секретарь немецкого посольства, агент иностранной разведки                 |
| Алексей Сафонов      | Колгерт Алекс, посол, агент иностранной разведки                                   |
| Николай Крючков      | Фёдор Никифорович, отец Светланы                                                   |
| Юрий Гусев           | Михаил Васильевич, сотрудник КГБ                                                   |
| Павел Андреев        | Павел, сын Григорьева                                                              |
| Надежда Смирнова     | Сабина Росс, дочь Ингмара Росса                                                    |
| Виктор Незнанов      | Пауль Штинке, сотрудник немецкого посольства, агент иностранной разведки           |
| Геннадий Горячев     | эпизод                                                                             |
| Сережа Глямшин       | эпизод                                                                             |
| Бронюс Гражис        | врач московской поликлиники                                                        |
| Эрвин Кнаусмюллер    | сотрудник посольства                                                               |
| Александр Иванов     | Васин                                                                              |
| Вилли Нойехан        | портье в отеле в Гамбурге                                                          |
| Игорь Пушкарёв       | Гриша, знакомый Поляковых                                                          |
| Витаутас Паукште     | врач гамбургской больницы                                                          |
| Павел Ремезов        | агент иностранной разведки                                                         |
| Повилас Станкус      | агент иностранной разведки                                                         |
| Дайва Стубрайте      | девушка на видео                                                                   |

## Съёмочная группа
- Автор сценария: Вадим Кассис, Леонид Колосов, Георгий Николаенко
- Режиссёр-постановщик: Георгий Николаенко
- Оператор: Анатолий Гришко
- Художник: Семён Веледницкий
- Костюмы: Екатерина Александрова
- Грим: Ирина Радчук
- Музыка и текст песни: Георгий Юрьев
- Звукооператор: Владимир Кипа
- Режиссёр: Валентина Переверзева
- Монтажёр: Римма Цегельницкая
- Редактор: В. Егоров
- Музыкальный редактор: Юлиан Грюнберг
- Режиссёрская группа: Л. Нюжгирова, А. Кунгурова
- Ассистент по монтажу: Л. Хвостова
- Операторская группа: А. Сусеков, В. Семёновых, О. Лагодинский
- Административная группа: Ю. Романенко, М. Семина, С. Глямшин, О. Матвеев
- Художник-фотограф А. Кокорева
- Цветоустановщик: В. Россихин
- Мастер света: Ю. Кириллов
- Главный консультант: Б.И. Ларин, консультант И.В. Нефёдов
- Государственный симфонический оркестр кинематографии СССР
- Дирижёр: Эмин Хачатурян
- Директор съёмочной группы: Марк Рысс
- Постановщик трюков: Улдис Вейспалс
- Каскадёры: Олег Корытин, Алдо Тамсаар, Гунар Тебергс, Александр Филатов

## Премии
- Премия КГБ СССР — Людмила Чурсина[3]

## Технические данные
- Цветной, широкоэкранный, 2 серии